# Laddi
Þórhallur Sigurðsson (Hafnarfjörður, 20 de gener de 1947) conegut amb el nom de Laddi és un còmic, actor, actor de doblatge i animador islandès conegut per la música i la interpretació de comèdia. Laddi ha doblat molts personatges d'animació a l'islandès, en pel·lícules i programes de televisió com Els barrufets i en llargmetratges com Aladdin.
Va començar en un duet de comèdia juntament amb el seu germà Haraldur Sigurðsson, els quals eren coneguts com "Halli og Laddi". Ha aparegut al vídeo musical de la cançó Triumph of a Heart de Björk.